# Fantasia per organo meccanico K 594
La Fantasia in fa minore per organo meccanico K 594 o Adagio e allegro per organo meccanico (originariamente in tedesco Adagio und Allegro in F für ein Orgelwerk o, nel catalogo personale dell'autore, Ein Stück für ein Orgelwerk in einer Uhr; anche in francese Adagio pour l'horloger) è una composizione del 1790 di Wolfgang Amadeus Mozart.

## Storia
È la prima di un gruppo di tre composizioni (K 594, K 608, K 616) scritte da Mozart nell'ultimo anno di vita e destinate all'organo meccanico del conte von Deym. Il compositore non amava lo strumento automatico, ma accettò l'incarico per ragioni economiche. I brani erano intesi alla commemorazione di un personaggio illustre, il feldmaresciallo von Laudon, che von Deym ammirava e che intese onorare innalzando un mausoleo nel proprio celebre museo delle cere.

## Struttura
La Fantasia, che ha avuto trascrizioni per organo, pianoforte a quattro mani e orchestra, ha un carattere funebre in linea con la sua destinazione contingente. Inizia con un Adagio contemplativo di stile severo, dalle complesse modulazioni che portano mano a mano il discorso a concludersi in do maggiore; qui s'innesta un Allegro fugato in fa maggiore molto brillante che riconduce spigliatamente al tema e alla tonalità iniziali. Il brano reca evidenti i tratti dell'improvvisazione tipici della fantasia in genere e delle fantasie mozartiane in specie.